# Kowalewo Pomorskie
Kowalewo Pomorskie là một thị trấn thuộc huyện Golubsko-dobrzyński, tỉnh Kujawsko-Pomorskie ở trung-bắc Ba Lan. Thị trấn có diện tích 4 km². Đến ngày 1 tháng 1 năm 2011, dân số của thị trấn là 4115 người và mật độ 925 người/km².